# Pollo a la barbacoa

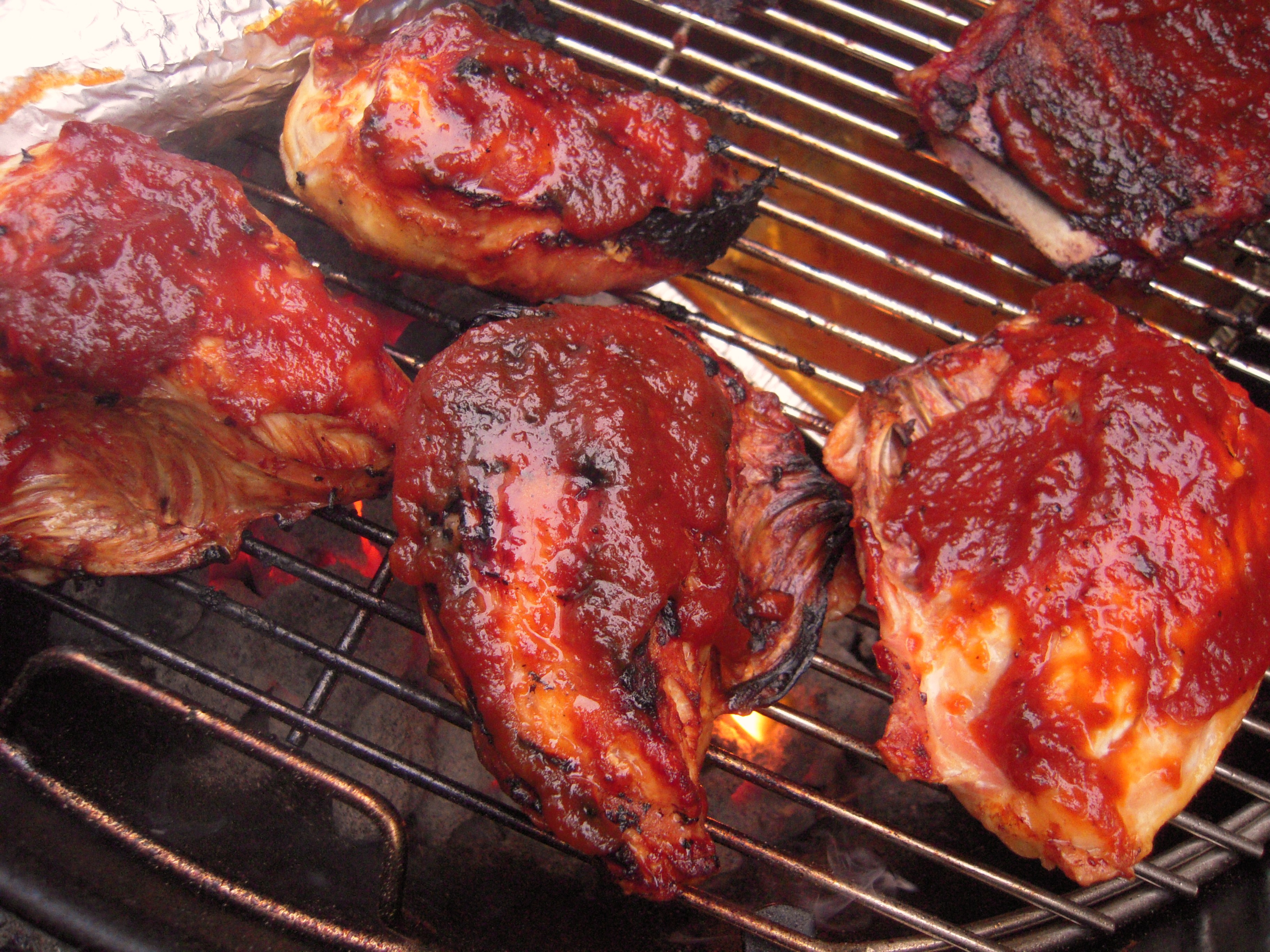
Pollo marinado a la barbacoa.

El pollo a la barbacoa o pollo barbacoa es una receta en la que diversos cortes de pollo se condimentan y recubren de salsa barbacoa, asándolos entonces a la plancha o ahumándolos.

## Variantes
En Norteamérica, se condimenta a menudo el pollo con un rub seco, cubriéndolo luego con una salsa barbacoa a base de tomate y asándolo a la plancha.
En Europa se marina el pollo en una mezcla de vinagre y aceite (parecido a una vinagreta), asándose luego a plancha y sirviéndolo con una salsa.
En Asia el pollo se corta a veces en dados y se marina en una salsa picante a base de soja. Luego se ensartan en un pincho y se hacen a la plancha.

### Estados Unidos
- En el oeste de Carolina del Norte son frecuentes las salsas claras de tomate y vinagre, y el pollo se ahúma a menudo lentamente sobre una barbacoa.
- En Texas, muchos restaurantes barbacoa sirven pollo condimentado con un rub (llamado a veces dalmatian rub) que se hace con sal y pimienta. El pollo se sirve frecuentemente con una salsa barbacoa muy picante a base de vinagre o incluso cerveza.
- En Georgia se usan salsas ligeramente dulces con bastante mostaza.
- En Alabama se sirven a veces salsas blancas a base de huevo o mahonesa con el pollo para mojarlo.
- En Kentucky el pollo es una de las carnes favoritas para la barbacoa, junto con el cordero.[1]

el pollo a la plancha es muy rico y contiene poca grasa